# South of England Championships
Die South of England Championships waren offene internationale Meisterschaften im Badminton in England. Sie waren eines der bedeutendsten internationalen Badmintonturniere in der Anfangszeit des Sports seit dem ersten Jahrzehnt des 20. Jahrhunderts. Erstmals wurden sie 1906 im Crystal Palace Badminton Club ausgetragen. Der Klub aus Crystal Palace richtete schon vier Jahre früher sein erstes offenes Turnier aus, was jedoch noch nicht als South of England Championships betitelt war. Mit der Ausbreitung des Sports über alle Kontinente verloren die Titelkämpfe in den 1960er Jahren an internationaler Bedeutung.

## Sieger
| Saison    | Herreneinzel      | Dameneinzel       | Herrendoppel                                 | Damendoppel                         | Mixed                                       |
| --------- | ----------------- | ----------------- | -------------------------------------------- | ----------------------------------- | ------------------------------------------- |
| 1906      | nicht ausgetragen | nicht ausgetragen | Henry Norman Marrett George Alan Thomas      | Ethel Thomson Meriel Lucas          | Henry Norman Marrett Hazel Hogarth          |
| 1907      | nicht ausgetragen | nicht ausgetragen | Henry Norman Marrett George Alan Thomas      | G. L. Murray Meriel Lucas           | Henry Norman Marrett Hazel Hogarth          |
| 1908      | nicht ausgetragen | nicht ausgetragen | Henry Norman Marrett George Alan Thomas      | Alice Gowenlock Dorothy Cundall     | Henry Norman Marrett Hazel Hogarth          |
| 1909      | nicht ausgetragen | nicht ausgetragen | Henry Norman Marrett George Alan Thomas      | G. L. Murray Meriel Lucas           | George Alan Thomas Hazel Hogarth            |
| 1910      | nicht ausgetragen | nicht ausgetragen | Guy Sautter Edward Hawthorn                  | Mary K. Bateman Alice Gowenlock     | George Alan Thomas Mary K. Bateman          |
| 1911      | nicht ausgetragen | nicht ausgetragen | Henry Norman Marrett George Alan Thomas      | Alice Gowenlock Dorothy Cundall     | Percy Douglas Fitton Lavinia Clara Radeglia |
| 1912      | nicht ausgetragen | nicht ausgetragen | Guy Sautter Edward Hawthorn                  |                                     | Frank Chesterton Margaret Tragett           |
| 1913      |                   | Marjorie East     |                                              |                                     |                                             |
| 1914      | U. N. Lapin       | Marjorie East     | Frank Chesterton Raoul du Roveray            | Margaret Tragett Hazel Hogarth      | Frank Chesterton Margaret Tragett           |
| 1915 1919 | nicht ausgetragen | nicht ausgetragen | nicht ausgetragen                            | nicht ausgetragen                   | nicht ausgetragen                           |
| 1920      |                   |                   |                                              | Margaret Tragett Hazel Hogarth      |                                             |
| 1921      | Herbert Uber      | Kitty McKane      | George Alan Thomas Archibald Frank Engelbach | Margaret Tragett Hazel Hogarth      | George Alan Thomas Hazel Hogarth            |
| 1922 1928 | keine Daten       | keine Daten       | keine Daten                                  | keine Daten                         | keine Daten                                 |
| 1929      |                   | Marjorie Barrett  |                                              | Betty Uber W. T. Sainsbury          |                                             |
| 1930      | Frank Hodge       | Betty Uber        | Frank Hodge Raoul du Roveray                 | Betty Uber W. T. Sainsbury          | Gerald Sherwell Betty Uber                  |
| 1931 1932 | keine Daten       | keine Daten       | keine Daten                                  | keine Daten                         | keine Daten                                 |
| 1933      | Donald C. Hume    | Betty Uber        | Leslie Nichols Ralph Nichols                 | Marian Horsley Brenda Speaight      | Donald C. Hume Marian Horsley               |
| 1934      | Ralph Nichols     | Betty Uber        | Leslie Nichols Ralph Nichols                 | Thelma Kingsbury Marjorie Henderson | Donald C. Hume Marian Horsley               |
| 1935      | Ralph Nichols     | Thelma Kingsbury  | Leslie Nichols Ralph Nichols                 | Betty Uber Marjorie Barrett         | Ralph Nichols Betty Uber                    |
| 1936      | Ralph Nichols     | Thelma Kingsbury  | Leslie Nichols Ralph Nichols                 | Betty Uber Marjorie Barrett         | Ralph Nichols Betty Uber                    |
| seit 1937 | keine Daten       | keine Daten       | keine Daten                                  | keine Daten                         | keine Daten                                 |